# Valerie Nesbitt
Valerie Adrianna Nesbitt (Nassau, 23 settembre 1998) è una cestista bahamense.

## Carriera
Con le Bahamas ha disputato il Campionato centramericano del 2017.